# Jeremiás moldvai fejedelem
Mogila Jeremiás vagy Ieremia Movilă, Ieremia Moghilă (lengyelül Jeremi Mohyła), (1555 k. – 1606. július 10.) Moldva fejedelme volt 1595. augusztus és 1600. május között, illetve 1600. szeptember és 1606. július 10. között. Anyai ágon Petru Rareș volt a nagyapja.

## Uralkodása
A Movilești-családból származó Ieremia a lengyel Jan Zamoyski segítségével került a trónra, Ștefan Răzvan fejedelem megölése után. A lengyelek és a törökök közötti békeszerződés értelmében Moldva mindkét országnak vazallusa lett.
1600-ban Vitéz Mihály havasalföldi fejedelem, miután legyőzte Báthory András seregét Erdélyben és Gyulafehérváron Erdély fejedelmévé nyilvánította magát, Moldva ellen fordult. Mihály gyakorlatilag teljesen leigázta Moldvát, a lengyelek által védett Hotin  kivételével, majd Pokuttyára támadt. Stanisław Żółkiewski hetman és Jan Karol Chodkiewicz azonban visszaverte a támadást és visszahelyezte Ieremia Movilăt a moldvai trónra, illetve bátyját, Simiont havasalföldi fejedelemmé tette.

## Családja
Ieremia anyja, Maria, Petru Rareș törvénytelen leánya volt. Ieremia felesége a magyar Csomortány Erzsébet volt, akinek hatására erősödött a római katolikus befolyás Moldvában. Fiai rendre moldvai fejedelmek lettek; két lánya lengyel nemesi családba ment  feleségül. Egyikük, Regina a Wiśniowiecki-házból származó Mihály lengyel király nagyanyja volt.

## Fordítás
- Ez a szócikk részben vagy egészben a Ieremia Movilă című román Wikipédia-szócikk ezen változatának fordításán alapul.  Az eredeti cikk szerkesztőit annak laptörténete sorolja fel. Ez a jelzés csupán a megfogalmazás eredetét és a szerzői jogokat jelzi, nem szolgál a cikkben szereplő információk forrásmegjelöléseként.